# Гратинування
Гратинування (фр. gratin — скоринка) — прийом кулінарної обробки, метою якого є поліпшення смакових властивостей страви, отримання приємного зовнішнього вигляду, іноді застосовується для забезпечення певної герметизації страви.

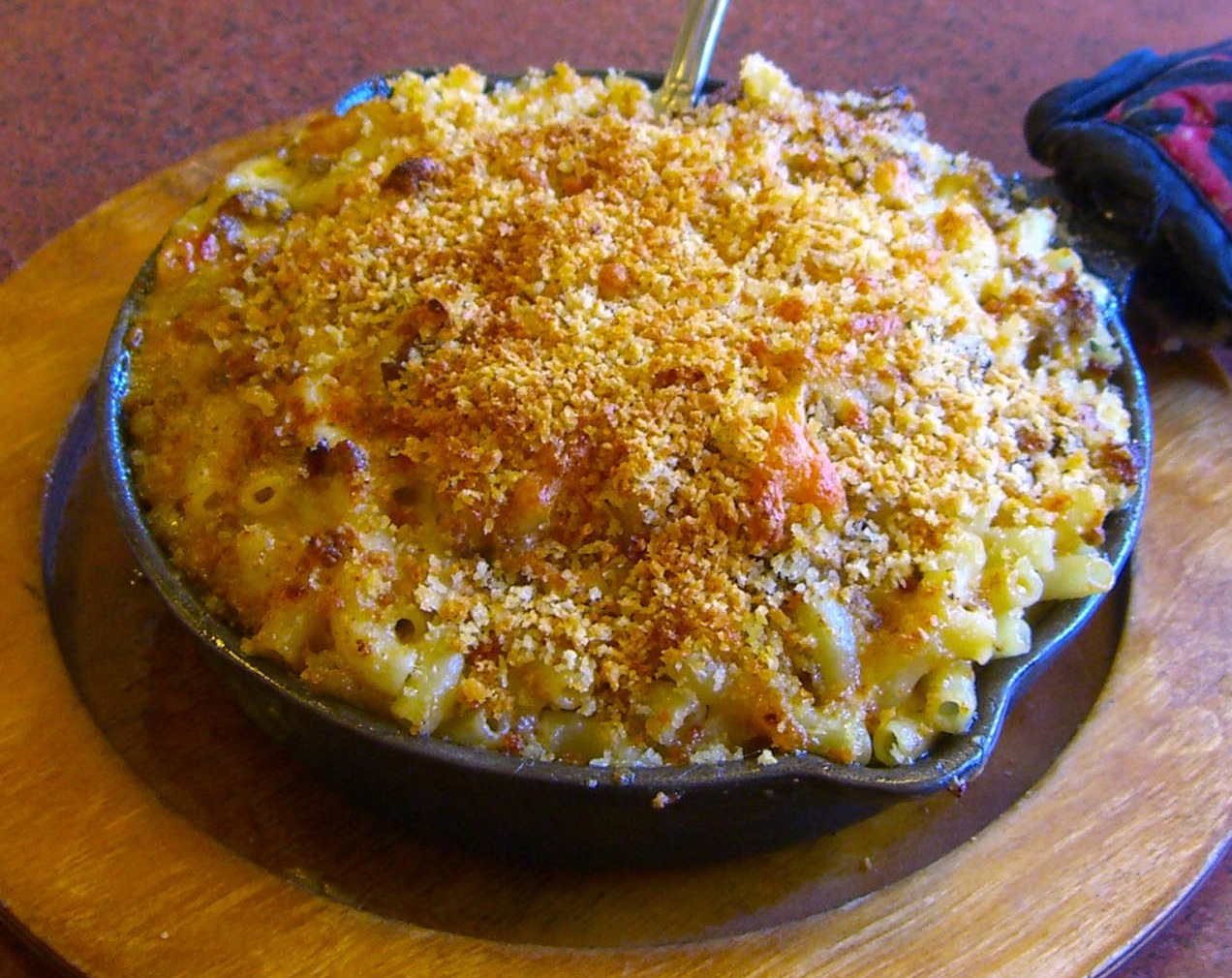
Макарони, гратиновані сиром і м'ясом

Процес полягає в тому, що майже готову страву посипають або змащують іншим продуктом, з метою створення на ньому скоринки. Ця скоринка утворюється в результаті теплової обробки — розплавлення продукту або навпаки, спікання. Дуже часто для гратинування застосовується тертий сир. Застосовуються також такі продукти, як панірувальні сухарі, густі соуси або суміші продуктів. Гратинування проводиться як у процесі приготування з його початку (наприклад омлет), у кінці приготування (наприклад, запечене м'ясо) або навіть гратинується вже готова страва в порції (наприклад, суп-пюре).
Гратинування не слід плутати з подібним процесом — колеруванням, оскільки вони переслідують зовсім різні цілі. У першому випадку продукт піддається обробці насамперед із метою надання нових смакових відтінків у страві, поліпшення смакових якостей страви, тоді як колерування проводиться майже винятково з метою поліпшення зовнішнього вигляду страви.